# The Man Who Cheated Himself
The Man Who Cheated Himself is een Amerikaanse misdaadfilm noir uit 1950, geregisseerd door Felix E. Feist. De hoofdrollen worden vertolkt door Lee J. Cobb, Jane Wyatt en John Dall.

## Verhaal
De rijke socialite Lois Frazer (Jane Wyatt) is aan het scheiden van haar fortuinzoeker-echtgenoot Howard. Howard doet alsof hij definitief vertrekt maar keert stiekem terug om zijn eigen huis leeg te roven. Lois betrapt hem en vermoordt hem met zijn eigen pistool. Ze roept daarop de hulp in van de nieuwe man in haar leven, luitenant Ed Cullen (Lee J. Cobb), een rechercheur bij de politie van San Francisco. Ed doet het wapen verdwijnen en verplaatst het lichaam. Hij krijgt uiteindelijk de opdracht om de zaak te onderzoeken, bijgestaan door zijn broertje Andy (John Dall), die nieuw is bij de afdeling moordzaken en zijn huwelijksreis uitstelt om aan zijn eerste grote zaak te kunnen blijven werken.
Het pistool wordt gevonden en gebruikt bij een andere moord door een jonge crimineel, Nito Capa. Ed, die in nauwe schoentjes komt te zitten, probeert beide misdaden op Nito af te schuiven. Andy betrapt hem echter op een aantal leugens. Ed slaat Andy bewusteloos en slaat met Lois op de vlucht. Andy vermoedt echter dat het tweetal zich verstopt onder de Golden Gate Bridge waar hij en zijn broer samen speelden toen ze kinderen waren. Ed en Lois worden uiteindelijk gearresteerd.
Buiten de rechtszaal ziet Ed dat Lois aan haar advocaat belooft dat ze alles voor hem zal doen als hij haar een veroordeling kan besparen. Verslagen biedt Ed haar een sigaret aan en ze wisselen een laatste afscheidsblik uit.

## Rolverdeling
| Acteur           | Personage     |
| ---------------- | ------------- |
| Lee J. Cobb      | Lt. Ed Cullen |
| Jane Wyatt       | Lois Frazer   |
| John Dall        | Andy Cullen   |
| Lisa Howard      | Janet Cullen  |
| Harlan Warde     | Howard Frazer |
| Tito Vuolo       | Pietro Capa   |
| Charles Arnt     | Ernest Quimby |
| Marjorie Bennett | Muriel Quimby |
| Alan Wells       | Nito Capa     |